# Borch (westfälisches Adelsgeschlecht)

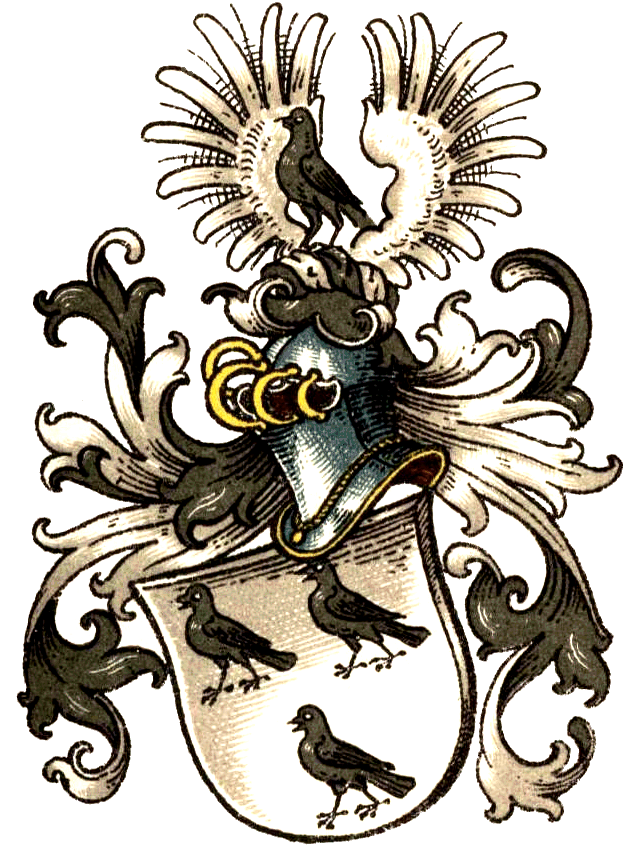
Wappen derer von der Borch

Von der Borch ist der Name eines alten westfälischen Adelsgeschlechts. Es hat seinen Stammsitz bis heute auf Gut Holzhausen in Holzhausen im Kreis Höxter. Eine baltisch-polnische Seitenlinie sind die Borch-Lubeschütz, die sich dann im Kurland niederließen und auch in Lettgallen (Varakļāni) begütert waren.
Bei dem nicht verwandten Adelsgeschlecht von Borch handelt es sich um ein stiftsbremisches Ministerialengeschlecht, das 1502 erloschen ist.

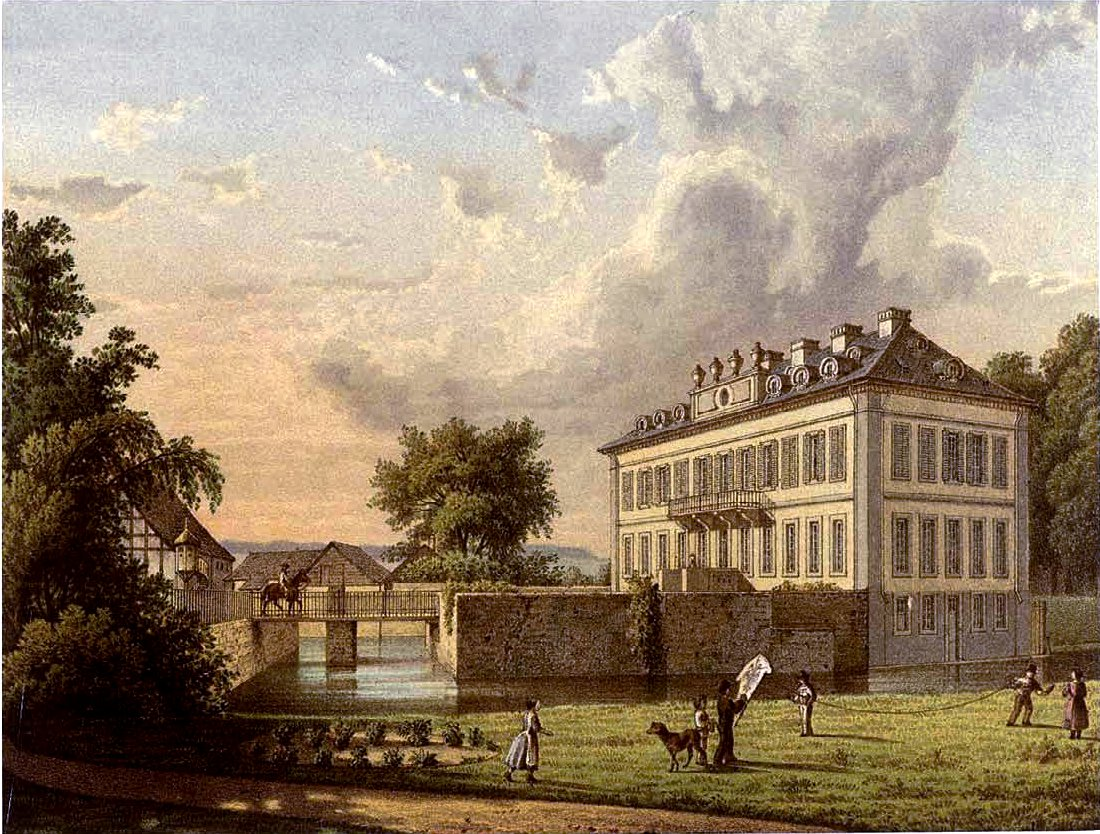
Gut Holzhausen (Nieheim) um 1860, Sammlung Alexander Duncker

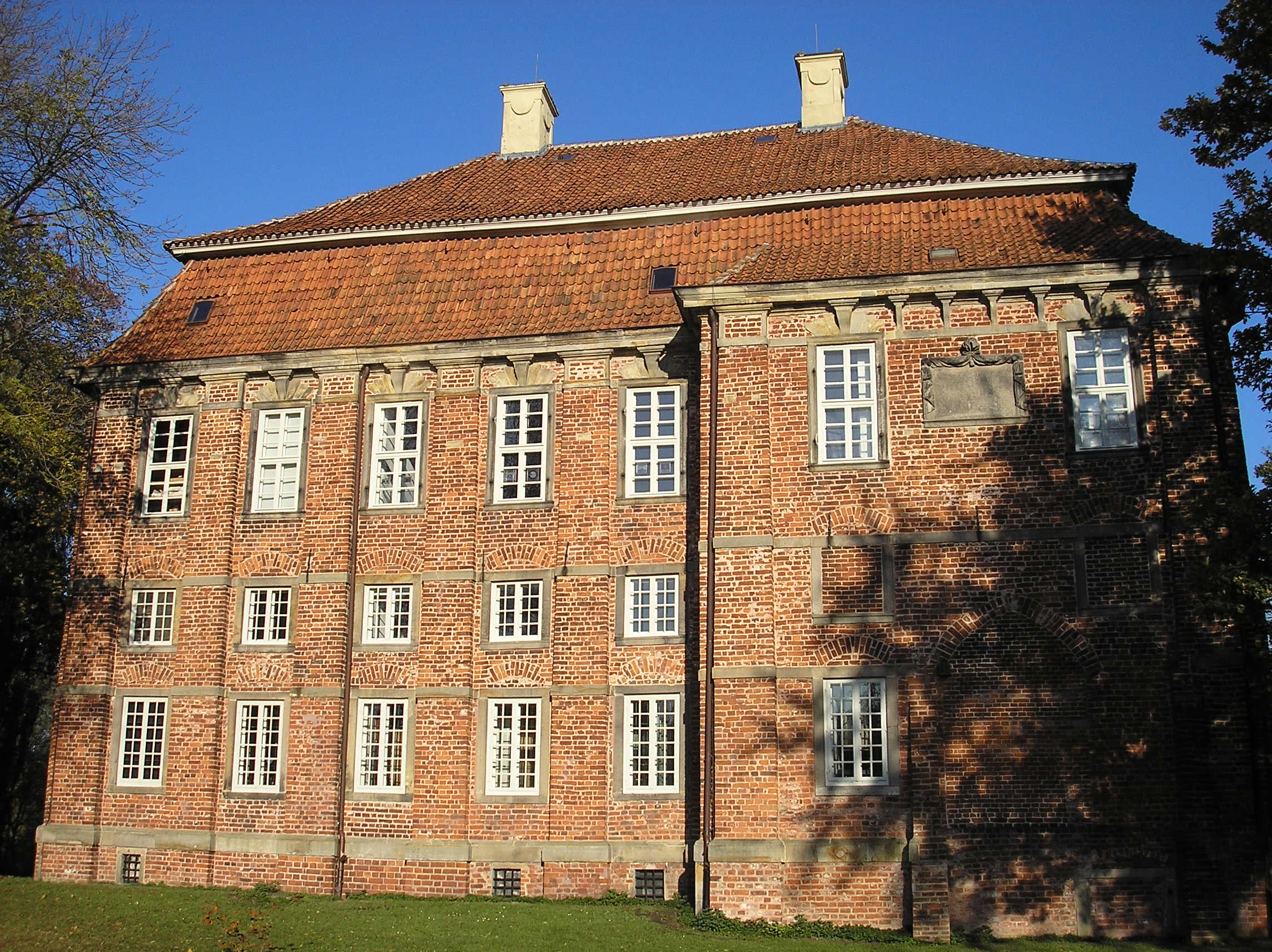
Schloss Schönebeck

## Geschichte
Das Geschlecht von der Borch ist seit 1310 in Detmold urkundlich überliefert. Es erscheint erstmals urkundlich 1328 mit den Brüdern Johann und Hermann von der Borch. Arnd von der Borch, ein Bruder des Bischofs Simon von der Borch heiratete eine Barta von Dreer (Erbtochter) und ließ sich auf dem Schultenhof zu Langendreer – östlich von Bochum nieder, der sich ursprünglich im Eigentum der Grafen von Isenberg-Limburg befand. 1599 wurde Langendreer zerstört.
Mit Friedrich von der Borch, Vasall des Deutschen Ordens, tritt das Geschlecht 1442 in Estland auf. Aus diesem baltischen Familienzweig sollte später das Adelsgeschlecht der Grafen Borch-Lubeschütz erwachsen.
Seit 1483 ist die Familie in Ostwestfalen auf dem Gut Holzhausen ansässig. Das Lehen erlangte die Familie wahrscheinlich um 1464. Sie erhielt den Besitz vom Fürstbischof Simon III. zur Lippe, Landesherr des Hochstifts Paderborn.
In der zweiten Hälfte des 17. Jahrhunderts war Franz Otto von der Borch Rat von Paderborn und Hofmarschall. Sein Bruder Friedrich von der Borch (1640–1705) trat 1656 als Oberst-Wachtmeister (entspricht einem Major) in den kaiserlichen Dienst und nahm an den Türkenkriegen teil. Danach war er Kommandant von Paderborn, trat um 1670 in braunschweigischen Dienst als Obrist (Regimentskommandeur), wurde danach Vize-Kommandant von Hamburg und stand schließlich wieder in braunschweigischen Diensten. 1682 kaufte er das Gut Schönebeck – heute in Bremen-Vegesack. Fünf Generationen dieses Adelszweiges hatten hier ihren Familiensitz. Der letzte war ein hannoverscher Generalleutnant. Er überließ das Gut seinem Bruder, Oberst Clamor von der Borch. Am Ende des 18. Jahrhunderts wurde Schönebeck mit Holzhausen vereinigt, nunmehr setzte die Familie dort Verwalter ein. Die Familie verkaufte das Schloss Schönebeck 1952 an die Freie Hansestadt Bremen.
Die Ortslage Borchshöhe in Vegesack hat um 1700 seinen Namen nach dem Landbesitzer Friedrich von der Borch erhalten.
Die niederländische Seitenlinie Van der Borch stammt von Alhardt Philipp von der Borch ab. Dessen Sohn Frederik Wilhelm van der Borch (1737–1787) war Herr von Verwolde, Marhulsen, Vorden en Leemcule.

## Wappen

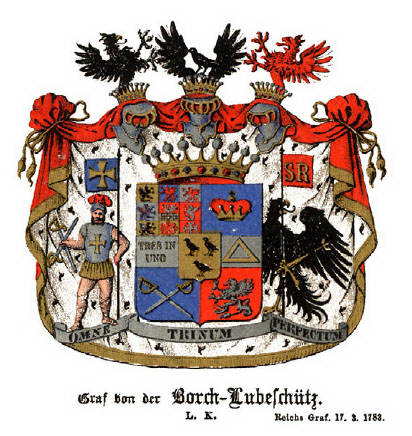
Gräfliches Wappen von der Borch (seit 1783)

Das Stammwappen zeigt in Silber drei (2:1) schwarze Dohlen mit roten Füßen. Auf dem Helm mit schwarz-silbernen Decken eine Dohle zwischen offenem schwarzen Flug.
Im Mittelschild des gräflichen Wappens waren die Dohlen in Gold.

## Familienmitglieder
- Simon von der Borch († 1492), Bischof von Reval
- Bernd von der Borch, 1471 bis 1483 Landmeister des Deutschen Ordens in Livland
- Anna von der Borch († 1512), wurde 1509 Äbtissin von Kloster Kaufungen
- Alfradis von der Borch († 1534), Schwester Annas, wurde 1512 Äbtissin von Kloster Kaufungen
- Johann von der Borch, seit 1611 Gerichtsherr der Zivil- und Kriminaljurisdiktion über das Dorf Langendreer und seit 1647 zusätzlich über die Bauerschaften Werne, Somborn und Stockum; Sitz auf Haus Langendreer bei Düren (heute zu Witten).
- Friedrich von der Borch (1640 bis nach 1705), Offizier und Gutsherr, 1667–1681 Gerichtsherr zu Langendreer
- Alhardt Philipp von der Borch, 1722 Gerichtsherr und Kirchenpatron zu Langendreer
- Adrian Alhard von der Borch (1769–1833), Landrat des Kreises Brakel